# Jesús Orozco Chiquete
Jesús Gilberto Orozco Chiquete (ur. 19 lutego 2002 w Zapopan) – meksykański piłkarz występujący na pozycji środkowego obrońcy, reprezentant Meksyku, od 2025 roku zawodnik Cruz Azul.